# Viande de renne

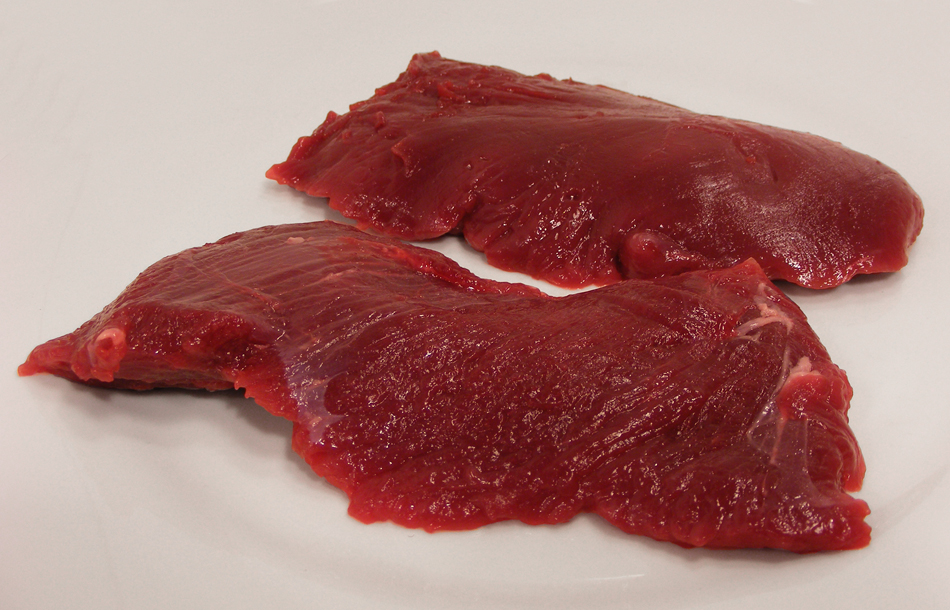
Deux steaks crus de renne.

La viande de renne est une viande issue du Renne (Rangifer tarandus). Elle est consommée notamment au Canada, en Russie et en Scandinavie. Ayant une faible teneur en matières grasses, une composition favorable en acides gras et une teneur élevée en α-tocophérol, cette viande est généralement préparée salée (en) et séchée (le kuivaliha en est un exemple).
En 2018, le livre, intitulé Eallu: Food, Knowledge and How We Have Thrived on the Margins, consacré à la préparation de la viande de renne, avec des chapitres dédiés aux choix du bon renne pour une dégustation crue, les techniques traditionnelles de conservation de cette viande, l'art de tuer l'animal selon les croyances Sámi, s'est distingué à l'occasion de la 22e édition des Gourmand World Cookbook Awards.

## Plats à base de viande de renne
- Poronkäristys : viande de renne en ragoût[6]
- Kuivaliha : viande salée et séchée